# 彼得斯豪森
彼得斯豪森（德語：Petershausen，發音：[peːtɐsˈhaʊzn̩]）是德国巴伐利亚州上巴伐利亚行政区达豪县的市镇，面积32.79平方千米，2023年12月31日人口为6,721人。